# جمعية تنمية المرأة والرياضيات
جمعية تنمية المرأة والرياضيات (بالفرنسية: L'association femmes et mathématiques)، هي جمعية فرنسية معنية بالمرأة، أنشئت في عام 1987  وتعد جمعية تطوعية لتعزيز دور المرأة في الدراسات العلمية والبحثية بشكل عام، والرياضيات على وجه الخصوص. حاليا هذه المنظمة لديها نحو 200 عضو، بما في ذلك أساتذة جامعيون في الرياضيات ومعلمو رياضيات، وعلماء اجتماع وفلاسفة ومؤرخون لديهم اهتمام بقضية المرأة في المجالات العلمية.